# Zaoziornyj
Zaoziornyj (ros. Заозёрный) – miasto w azjatyckiej części Rosji, w Kraju Krasnojarskim, centrum administracyjne rejonu rybińskiego, nazywane często przez mieszkańców Zaoziorka.
Miasto położone jest nad rzeką Bagra, w dorzeczu Jeniseju, 166 km od Krasnojarska. Założone jako słoboda Troicko-Zaoziornaja w 1776, w XIX wieku wieś, od 1934 osiedle typu miejskiego, od 1948 status miasta.
Stacja przesiadkowa na trasie kolei transsyberyjskiej dla mieszkańców odległego o 18 km miasta zamkniętego Zielenogorsk.